# モハメド・シソッコ
モハメド・ラミーヌ・"モモ"・シソコ・ギラン（Mohamed Lamine "Momo" Sissoko Gillan, 1985年1月22日 - ）は、フランス・セーヌ＝マリティーム県モン＝サンテニャン出身の元マリ代表サッカー選手。ポジションはミッドフィールダー。

## 経歴

### オセール、バレンシア
AJオセールのユースではフォワードとしてプレーし、2シーズンで50得点を挙げた ことからトップチームからプロ契約が提示されるも、2003年7月11日にラファエル・ベニテス監督率いるスペインのバレンシアCFへ移籍金0で加入。この移籍にオセール側はCASに訴え、100万ユーロと将来の移籍の際に5%がクラブ側に支払われる形で決着した。
当時はFWだったが、希望するボランチへのコンバートを果たし、徐々に出場機会を得るようになる。加入1年目にチームはリーグ優勝し、またUEFAカップ2003-04を制する中でリーグ戦21試合に出場（スタメン9試合）。翌年にベニテス監督がリヴァプールFCへ去り、クラウディオ・ラニエリ監督就任以降も変わらず主力の1人としてプレーし、12月3日には契約を3年延長した。

### リヴァプール
2005年7月14日、2003-04シーズンに指導を受けたベニテス監督の要望でリヴァプールへ移籍金500万ポンドで移籍 し、7月26日のUEFAチャンピオンズリーグ 2005-06予選2回戦FBKカウナス戦でデビューした。その後スティーヴン・ジェラード, シャビ・アロンソ, ディトマー・ハマンらとのポジション争いや2006年2月21日のUEFAチャンピオンズリーグ・SLベンフィカ戦でベトとの接触から顔を負傷したことで網膜損傷の危機に見舞われ、離脱した時期があったものの加入1年目にスタメン21試合と主力の1人としてプレーし、FAカップ決勝のウェストハム・ユナイテッドFC戦に先発フル出場でタイトル獲得に貢献した。
2年目も変わらずに出場していたが、11月8日のフットボールリーグカップ・バーミンガム・シティFC戦でメディ・ナフティとの接触の際に肩を脱臼したことで3ヶ月の離脱を余儀なくされた ことや、その間にアルゼンチン代表のハビエル・マスチェラーノが加入したため、出場機会が減少した。シーズン終了後にユヴェントスFCからのオファーや他クラブから関心が寄せられたが、ベニテス監督の説得もあり残留を決め、2007年6月28日に契約を4年延長した が、中盤にルーカス・レイヴァが新たに加入したことで出場機会はさらに減少していった。

### ユヴェントス
2008年1月29日に移籍金1100万ユーロ, 出場試合数でさらに200万ユーロが追加される契約でユヴェントスFCへ移籍。バレンシア時代に指導を受けたラニエリ監督と再会することとなった。2月3日のカリアリ・カルチョ戦で67分にティアゴ・メンデスに代わりセリエAデビューを果たし、3月2日のACFフィオレンティーナ戦で初得点を挙げるなど早々にレギュラーを獲得。続く2シーズン目も不動のレギュラーとして4-4-2のフォーメーションでクラウディオ・マルキージオとコンビを組み活躍し、8月には契約を延長 と順風満帆だったものの、2009年3月7日にトリノFCとのデルビー・デッラ・モーレで中足骨を骨折した ことでシーズンアウトを余儀なくされた。それから7ヶ月後の10月17日フィオレンティーナ戦で復帰するものUCサンプドリア戦で再離脱する など怪我の影響もありこのシーズンはフェリペ・メロやクリスティアン・ポウルセンの後塵を拝することになった。
2010-11シーズンに新たに就任したルイジ・デルネーリ監督は、メロや自身がかつて在籍したリヴァプールからレンタルで加入したアルベルト・アクイラーニを重用したため昨年以上にスタメン出場が減少。さらに2011年3月に膝の怪我を再発し、その手術のため3ヶ月チームを離脱することになった。

### パリ・サンジェルマン
2011年7月28日、アントワーヌ・コンブアレ監督率いるパリ・サンジェルマンFCに700万ユーロで移籍。9月24日のモンペリエHSC戦に交代出場でリーグ・アンデビューを果たし、初スタメンとなった10月16日のACアジャクシオ戦でケヴィン・ガメイロの得点をアシスト。クレマン・シャントームの負傷以降は出場機会を増やし続け、11月16日にスタッド・シャバン・デルマで行われたFCジロンダン・ボルドー戦でネネのクロスから初得点を挙げる など活躍した。年明けには、ティアゴ・モッタの加入やカルロ・アンチェロッティ監督が就任したことから層が厚くなり、システムの変更があったものの変わらず出場し、1年目は主力の1としてUEFAチャンピオンズリーグ 2011-12出場圏の2位に貢献。しかし、2年目になるとマルコ・ヴェッラッティの加入もあり構想外となり苦境に立たされた。

### フィオレンティーナ
2013年1月31日にACFフィオレンティーナに350万ユーロの買取りオプション付きでレンタル移籍 し、2月17日に4-1で勝利したインテルナツィオナーレ・ミラノ戦で69分ダビド・ピサーロに代わりデビューした。
2013年9月3日、パリ・サンジェルマンとの契約を解除、フリーエージェントになった。
同年11月、ベルギー・ジュピラーリーグのRSCアンデルレヒトのトライアルを受けたが、契約には至らなかった。

### レバンテ
2014年1月30日、レバンテUDに加入した。

### 上海申花
レバンテUDとの契約を解除し、2015年6月25日、中国サッカー・スーパーリーグの上海申花へ移籍した。フリーで上海行きを決断した。しかし2016年2月21日、上海申花の大型補強により外国人枠が超過したことから、契約解消に合意したことを発表した。

### プネー・シティ
2016年10月、インディアン・スーパーリーグのFCプネー・シティに加入したことを発表した。契約期間は今季一杯。

### テルナーナ
2017年2月17日、セリエB・テルナーナ・カルチョへの加入が発表された。契約期間は2016-2017シーズン一杯であったが、翌3月に契約解消により退団した。

### ミトラ・クカール
2017年4月14日、インドネシア・スーパーリーグ・ミトラ・クカールFCへの加入が発表された。

### アトレティコ・サンルイス
2017年12月2日、アスセンソMXのアトレティコ・サン・ルイスと契約を締結した。

### 傑志体育会
2018年7月4日、香港プレミアリーグの傑志体育会へ加入することが発表された。

### ソショー
2019年1月16日、FCソショー＝モンベリアルと半年間の契約を結んだ。

## 代表歴
フランスのモン＝サンテニャンで生まれたことからフランス代表としてプレーする資格があったものの、18歳の時にマリ共和国へ旅行した際に自身のルーツを強く意識したことでマリ代表としてプレーすることを決意。
2004年にマリ代表デビュー以降、2004年, 2008年, 2010年, 2013年のアフリカネイションズカップに出場。また、アテネオリンピックの一員だった。

## 個人成績
| クラブ                     | シーズン | リーグ | リーグ | カップ | カップ | リーグカップ | リーグカップ | 国際大会 | 国際大会 | その他 | その他 | 通算 | 通算 |
| クラブ                     | シーズン | 出場   | 得点   | 出場   | 得点   | 出場         | 得点         | 出場     | 得点     | 出場   | 得点   | 出場 | 得点 |
| -------------------------- | -------- | ------ | ------ | ------ | ------ | ------------ | ------------ | -------- | -------- | ------ | ------ | ---- | ---- |
| オセール                   | 2002-03  | 0      | 0      | 0      | 0      | 0            | 0            | —        | —        | —      | —      | 0    | 0    |
| バレンシア                 | 2003-04  | 21     | 0      | 4      | 0      | —            | —            | 9        | 1        | —      | —      | 34   | 1    |
| バレンシア                 | 2004-05  | 24     | 0      | 0      | 0      | —            | —            | 5        | 0        | —      | —      | 29   | 0    |
| バレンシア                 | 通算     | 45     | 0      | 4      | 0      | 0            | 0            | 14       | 1        | —      | —      | 63   | 1    |
| リヴァプール               | 2005-06  | 26     | 0      | 6      | 0      | 0            | 0            | 11       | 0        | 3      | 0      | 46   | 0    |
| リヴァプール               | 2006-07  | 16     | 0      | 0      | 0      | 2            | 0            | 9        | 0        | —      | —      | 27   | 0    |
| リヴァプール               | 2007-08  | 9      | 1      | 0      | 0      | 2            | 0            | 3        | 0        | —      | —      | 14   | 1    |
| リヴァプール               | 通算     | 51     | 1      | 6      | 0      | 4            | 0            | 23       | 0        | 3      | 0      | 87   | 1    |
| ユヴェントス               | 2007-08  | 15     | 1      | 0      | 0      | —            | —            | 0        | 0        | —      | —      | 15   | 1    |
| ユヴェントス               | 2008-09  | 21     | 2      | 3      | 0      | —            | —            | 8        | 0        | —      | —      | 32   | 2    |
| ユヴェントス               | 2009-10  | 17     | 0      | 1      | 0      | —            | —            | 6        | 0        | —      | —      | 24   | 0    |
| ユヴェントス               | 2010-11  | 18     | 0      | 1      | 0      | —            | —            | 10       | 0        | —      | —      | 29   | 0    |
| ユヴェントス               | 通算     | 71     | 3      | 5      | 0      | —            | —            | 24       | 0        | —      | —      | 100  | 3    |
| パリ・サンジェルマン       | 2011-12  | 25     | 2      | 0      | 0      | 0            | 0            | 3        | 0        | —      | —      | 28   | 2    |
| パリ・サンジェルマン       | 2012-13  | 3      | 0      | 0      | 0      | 1            | 0            | 3        | 0        | —      | —      | 7    | 0    |
| パリ・サンジェルマン       | 通算     | 28     | 2      | 0      | 0      | 1            | 0            | 6        | 0        | —      | —      | 35   | 2    |
| フィオレンティーナ (loan)  | 2012-13  | 5      | 0      | 0      | 0      | —            | —            | —        | —        | —      | —      | 5    | 0    |
| レバンテ                   | 2013-14  | 10     | 0      | 0      | 0      | —            | —            | —        | —        | —      | —      | 10   | 0    |
| レバンテ                   | 2014-15  | 21     | 0      | 0      | 0      | —            | —            | 0        | 0        | —      | —      | 21   | 0    |
| レバンテ                   | 通算     | 31     | 0      | 0      | 0      | 0            | 0            | 0        | 0        | —      | —      | 31   | 0    |
| 上海緑地申花               | 2015     | 10     | 1      | 5      | 0      | —            | —            | —        | —        | —      | —      | 15   | 1    |
| プネー・シティ             | 2016     | 13     | 2      | —      | —      | —            | —            | —        | —        | —      | —      | 13   | 2    |
| テルナーナ                 | 2016-17  | 1      | 0      | —      | —      | —            | —            | —        | —        | —      | —      | 1    | 0    |
| ミトラ・クカール           | 2017     | 26     | 5      | —      | —      | —            | —            | —        | —        | —      | —      | 26   | 5    |
| アトレティコ・サン・ルイス | 2017-18  | 13     | 1      | 1      | 0      | —            | —            | —        | —        | —      | —      | 14   | 1    |
| 傑志                       | 2018-19  | 3      | 0      | 0      | 0      | —            | —            | —        | —        | 1      | 0      | 4    | 0    |
| ソショー＝モンベリアル     | 2018-19  | 13     | 0      | 0      | 0      | 0            | 0            | —        | —        | —      | —      | 13   | 0    |
| 総通算                     | 総通算   | 310    | 15     | 16     | 0      | 5            | 0            | 67       | 1        | 4      | 0      | 402  | 16   |

### 試合数
国際Aマッチ 33試合 2得点（2003年-2013年）
| マリ代表 | 国際Aマッチ | 国際Aマッチ |
| 年       | 出場        | 得点        |
| -------- | ----------- | ----------- |
| 2003     | 1           | 0           |
| 2004     | 10          | 1           |
| 2005     | 3           | 1           |
| 2006     | 3           | 0           |
| 2007     | 2           | 0           |
| 2008     | 6           | 0           |
| 2009     | 0           | 0           |
| 2010     | 2           | 0           |
| 2011     | 0           | 0           |
| 2012     | 0           | 0           |
| 2013     | 6           | 0           |
| 通算     | 33          | 2           |

## 人物
マリサッカー界の英雄FWサリフ・ケイタをおじに持ち、セイドゥ・ケイタは従兄弟である。また、実弟のアブドゥル・シソッコとイブラヒム "モミート" ・シソッコ (Ibrahim "Momito" Sissoko)もサッカー選手として活動。イブラヒムの方はウェスト・ブロムウィッチ・アルビオンFCの下部組織やバレンシアCF・メスタージャに所属していたが、怪我により引退している。ちなみにモハメドと同じフランス生まれで、マリにルーツを持つムサ・シソコとは血縁関係にない。
アラブ首長国連邦のドバイに拠点を置くアラビア語の国際ニュース衛星放送・アル＝アラビーヤに自身がイスラム教徒であることを誇りに思っている。たとえ、サッカーの大会中であってもラマダーンに従うと語っている。

## タイトル
バレンシア
- プリメーラ・ディビシオン : 2003-04
- UEFAカップ : 2003-04
- UEFAスーパーカップ : 2004

リヴァプール
- UEFAスーパーカップ : 2005
- FAカップ : 2005-06
- FAコミュニティ・シールド : 2006

パリ・サンジェルマン
- トロフェ・デ・シャンピオン : 2013